# Plato (Missouri)
Plato – wieś w Stanach Zjednoczonych, w stanie Missouri, w hrabstwie Texas.